# Karl Allard
Pour les articles homonymes, voir Allard.

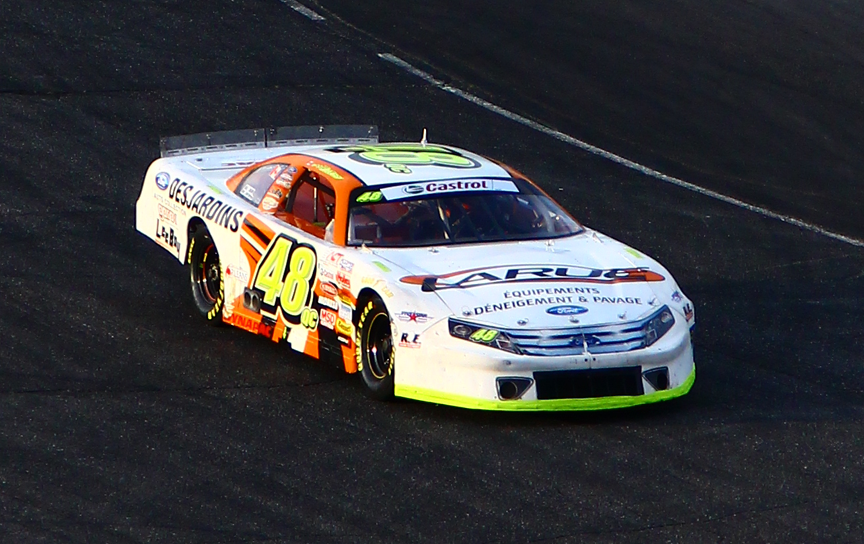
Karl Allard en ACT au Circuit Riverside Speedway Ste-Croix en 2011.

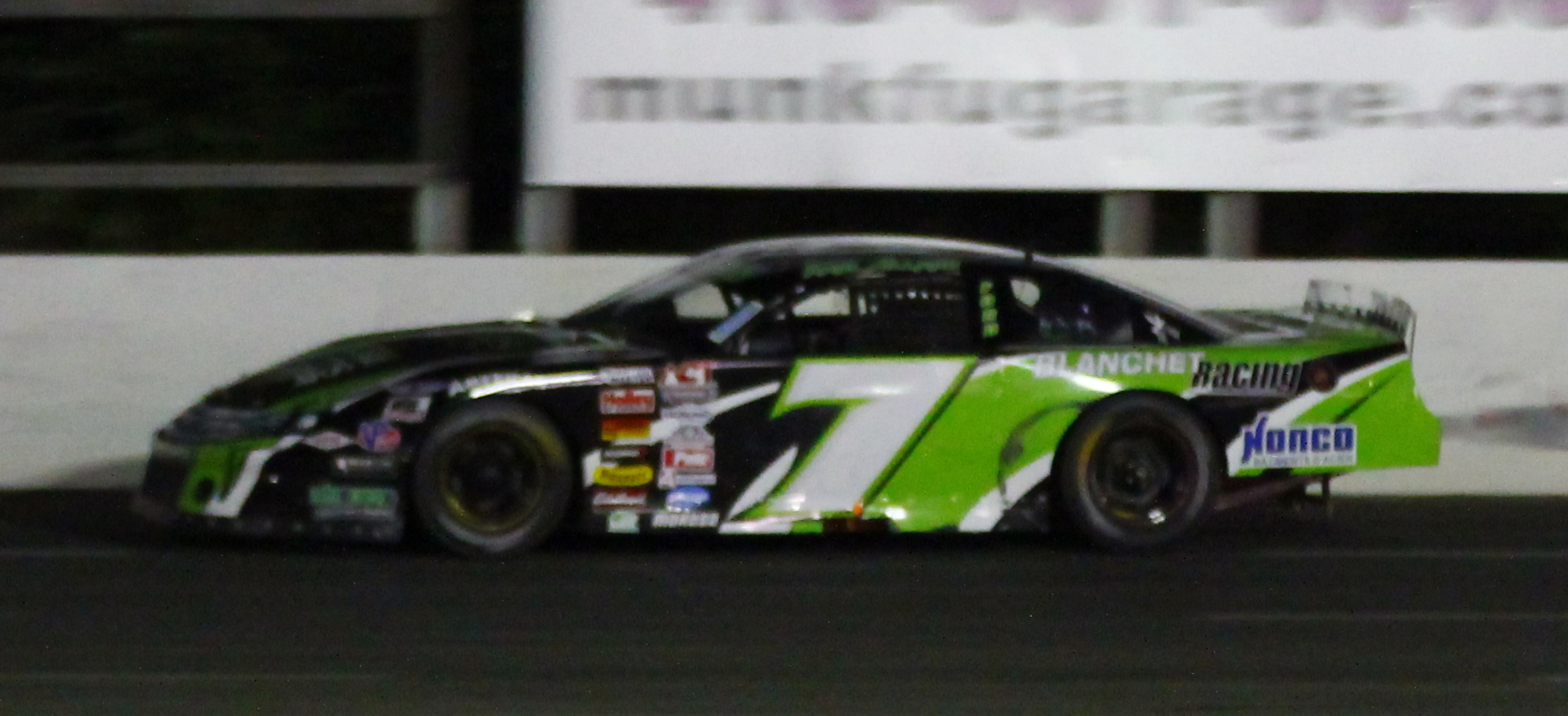
Karl Allard en ACT à l'Autodrome Montmagny le 27 juin 2015.

Karl Allard est un coureur automobile né le 3 juin 1976 à Saint-Prime au Lac Saint-Jean au Québec (Canada), principalement actif dans les séries ACT Castrol et ACT Tour. Il a commencé sa carrière dans les années 1990 à l'Autodrome St-Félicien. Depuis la fin des années 1990, il est considéré comme l'un des meilleurs pilotes de stock car sur asphalte au Québec. Il participe aussi à des compétitions de motoneige l'hiver. En 2006, il a été sacré champion des classes "pro" et "stock" du Championnat Camoplast de Sno-Cross.
Il est quatre fois champion de la Série Supreme ADL Tobacco en 1999, 2000, 2001 et 2003.
Il est également champion 2010 de la Série ACT Castrol grâce notamment à six victoires, égalant le record de Sylvain Lacombe de 2005.
Il détient onze victoires en Série nationale Castrol et Série ACT Castrol, la première le 18 juin 2005 à l'Autodrome St-Félicien et la plus récente le 27 juin 2015 à l'Autodrome Montmagny.
Il s'est qualifié quatre années consécutives de 2007 à 2010 pour la prestigieuse course TD Banknorth 250 disputée au Oxford Plains Speedway à Oxford, Maine, l'une des plus importantes courses de stock car sur courtes pistes en Amérique du Nord. Son meilleur résultat fut la 17e place sur 44 partants en 2007.
À son premier départ en série PASS North, il termine quatrième à l'Autodrome Chaudière en mai 2013. Son meilleur résultat survient le 31 août 2013 à White Mountain Motorsports Park : il termine deuxième.

## Résultats en série nationale Castrol et ACT Castrol
| Saison | Départs | Victoires | Podium | Top 5 | Top 10 | Classement |
| ------ | ------- | --------- | ------ | ----- | ------ | ---------- |
| 2005   | 14      | 1         | 2      | 8     | 9      | 3          |
| 2006   | 13      | 1         | 3      | 6     | 7      | 9          |
| 2007   | 12      | 0         | 1      | 3     | 6      | 5          |
| 2008   | 8       | 1         | 2      | 4     | 7      | 2          |
| 2009   | 9       | 0         | 4      | 6     | 7      | 3          |
| 2010   | 11      | 6         | 9      | 10    | 10     | 1          |
| 2011   | 12      | 0         | 6      | 6     | 7      | 2          |
| 2012   | 12      | 1         | 5      | 6     | 9      | 3          |
| TOTAL  | 91      | 10        | 32     | 49    | 62     |            |

## Victoires en série nationale Castrol et Série ACT Castrol
- 18 juin 2005 Autodrome St-Félicien
- 29 juillet 2006 Autodrome St-Félicien
- 16 août 2008 Autodrome Chaudière
- 12 juin 2010 Autodrome Chaudière
- 19 juin 2010 Circuit Riverside Speedway Ste-Croix
- 3 juillet 2010 Autodrome Montmagny
- 26 juillet 2010 Circuit Riverside Speedway Ste-Croix
- 7 août 2010 Autodrome Chaudière
- 26 septembre 2010 Autodrome St-Eustache
- 26 mai 2012 Autodrome Montmagny
- 27 juin 2015 Autodrome Montmagny